# وادي موسى (مذيخرة)

تعديل مصدري - تعديل

وادي موسى محلة تابعة لقرية العقرمي، التابعة لعزلة الاشعوب بمديرية مذيخرة إحدى مديريات محافظة إب في الجمهورية اليمنية، بلغ تعداد سكانها 280 حسب تعداد اليمن لعام 2004.